# 臨猗県
臨猗県（りんい-けん）は、中華人民共和国山西省運城市に位置する県。

## 歴史
1954年、臨晋県及び猗氏県が合併し設置された。1958年に運城県に編入されたが、1960年に再設置され現在に至る。

## 行政区画
- 鎮:猗氏鎮、嵋陽鎮、臨晋鎮、七級鎮、東張鎮、孫吉鎮、三管鎮、牛杜鎮、耽子鎮、角杯鎮
- 郷:楚侯郷、廟上郷、北辛郷、北景郷
- 卓里工貿区、閻家荘工貿区